# Emil Björnberg
Jonas Emil Magnus Björnberg, född 20 juli 1885 i Linköping, död 24 juni 1964 i Lilla Malma i Södermanlands län, var en svensk militär (överste).
Emil Björnberg var son till löjtnanten Anton Björnberg. Han blev underlöjtnant vid Södermanlands regemente (I 10) 1906. Han genomgick Carl Cederströms flygskola på Malmens flygplats 1913 och tilldelades svenskt aviatördiplom nr 12. Åren 1913–1915 genomgick Björnberg Krigshögskolan och skyddstruppavdelningar organiserades av Flygkompaniet för neutralitetsbevakningen 1916 blev han chef för den första flygavdelningen i Vänersborg med tre Albatros-flygplan. Åren 1917–1919 var han aspirant i Generalstaben och befordrades 1920 till kapten där. År 1920 blev Björnberg lärare vid flygspanarskolan och var dess chef 1921–1923. Åren 1925–1926 tjänstgjorde han som adjutant hos chefen för flygvapnet, befordrades 1926 till major och souschef vid dess stabsavdelning. Han var lärare luftkrigskonst vid krigshögskolan (KHS) 1924–1926 och kårchef vid Tredje flygkåren (F 3) 1926–1932. Björnberg blev fältflygare 1928, befordrades 1932 till överstelöjtnant vid flygvapnet och var souschef för Sjöförsvarets kommandoexpedition 1932–1936. Han blev 1934 föredragande i flygkommandomål i Försvarsdepartementet, och var 1936–1937 chef för Flygförvaltningens materielavdelning. År 1937 befordrades Björnberg till överste och övergick samma år till reserven.
Björnberg var 1921 sakkunnig rörande ordnandet av arméns och marinens flygväsende och deltog 1924–1925 i Försvarsdepartementet i överarbetande av förslag till organisation av flygvapnet. Han bevistade övningar i franska armén 1908, studerade flygvapnet på de österrikisk-ungerska krigskådeplatserna 1917, var kommenderad till Finland 1928 och 1929, tjänstgjorde vid brittiska flygvapnets School of Army-Cooperation 1931 och studerade flygvapnet i Polen och Tyskland 1934 och 1935. Björnberg blev 1926 ledamot av Kungliga Krigsvetenskapsakademien och erhöll 1941 kommittéuppdrag av Försvarsstaben. Han blev riddare av Vasaorden 1923 och av Svärdsorden 1927. Björnberg är begraven på Kimstads kyrkogård.